# Medeski Martin & Wood
Medeski Martin & Wood (Медескі Мартін і Вуд), або MMW — американське джазове тріо у складі: Джон Медескі — клавішні, Біллі Мартін — ударні та Кріс Вуд — бас. Колектив виник у 1991 році і виконує музику у стилях джаз-фанк, пост-боп, ф'южн, ню-джаз, авангардний джаз, фрі-джаз.

## Історія
Перші виступи Medeski Martin & Wood разом відбувалися в джаз-клубах Нью-Йорка.
У 1997 MMW брали участь у записі альбому Джона Скофілда A Go Go, що значно сприяло зростанню їхньої популярності. У подальшому співпраця з цим гітаристом продовжилася, і світ побачили альбоми Out Louder (2006) та In Case the World Changes Its Mind (2011) — обидва як Medeski Scofield Martin & Wood, або MSMW.
У 2008 тріо випустило альбом з музикою Джона Зорна Zaebos: Book of Angels Volume 11.

## Дискографія

### Альбоми
- Notes From the Underground, 1992
- It's a Jungle in Here, 1993
- Friday Afternoon in the Universe, 1995
- Shack-man, 1996
- Farmer's Reserve, 1997
- Bubblehouse, 1997
- Combustication, 1998
- Tonic, 2000
- The Dropper, 2000
- Electric Tonic, 2001
- Uninvisible, 2002
- End Of The World Party (Just in case), 2004
- Out Louder, 2006 (як Medeski, Scofield, Martin & Wood)
- Let's Go Everywhere, 2008 (альбом дитячої музики)
- Radiolarians I, 2008
- Radiolarians II, 2009
- Radiolarians IIII, 2009
- Radiolarians The Evolutionary Set, 2010
- Radiolarians, 2010
- The Stone: Issue Four, 2010
- 20 2011
- In Case The World Changes Its Mind, 2011 (як Medeski, Scofield, Martin & Wood)
- Free Magic 2012
- Woodstock Sessions Vol.2, 2014 (з Нельсом Клайном (Nels Cline[en])

### Збірники
- Last Chance to Dance Trance (Perhaps): Best Of (1991–1996), 1999
- Note Bleu: The Best of the Blue Note Years 1998–2005, 2006